# Ущелье Рока
Ущелье Рока — ущелье в горах на юго-восточном побережье острова Итуруп. Сахалинская область, Курильский городской округ.

## Описание
Ущелье представляет собой геологический комплекс вулканического происхождения, каньон в пемзовых отложениях. Уникальная стоянка (место обитания) коренного населения острова — айнов. С 1993 по 2011 год ущелье имело статус геологического памятника природы местного значения Сахалинской области. Площадь памятника составляла 1100 га. В 2011 году данный статус был снят.

## Примечание
1. ↑  Ущелье Рока (№ 0681367) / Реестр наименований географических объектов на территорию Сахалинской области по состоянию на 5.4.2022 // Государственный каталог географических названий / rosreestr.ru.
2. ↑  Ущелье Рока. — Информация об ООПТ на сайте информационно-аналитической системы «Особо охраняемые природные территории России» (ИАС «ООПТ РФ»): oopt.aari.ru. Дата обращения: 28 марта 2022. Архивировано из оригинала 21 мая 2022 года.